# Albiorix vigintus
Espèce
Albiorix vigintus est une espèce de pseudoscorpions de la famille des Ideoroncidae.

## Distribution
Cette espèce est endémique des États-Unis. Elle se rencontre en Utah, au Nevada et en Arizona.

## Description
Les mâles mesurent de 1,73 à 2,68 mm et les femelles de 1,76 à 2,65 mm.

## Publication originale
- Harvey & Muchmore, 2013 : The systematics of the pseudoscorpion family Ideoroncidae (Pseudoscorpiones: Neobisioidea) in the New World. Journal of Arachnology, vol. 41, no 3, p. 229-290 (texte intégral).